# Виктория (пик, Белиз)
Пик Виктория (англ. Victoria Peak) — вершина, расположенная в Белизе, вторая высочайшая точка страны после Дойлс-Делайт. Расположена на востоке гор Майя.

## География
Пик Виктория имеет высоту 1122 м расположен в горах Майя. Это вторая по высоте гора в Белизе, которая лишь немного уступает вершине Дойлс-Делайт, расположенной в 57 км к юго-западу от пика Виктории. Пик Виктория расположен в заповеднике бассейна Кокском в районе Стэнн-Крик в Белизе. Является местообитанием для многих видов флоры и фауны, характерных для Белиза. В 1998 году пик был объявлен памятником природы, граничащих с лесным заповедником Ситти-Ривер, заповедником дикой природы бассейна Коксбоб и национальным парком Чикибул.

## История
Долгое время пик Виктория считался самой высокой горой в Белизе с высотой 1120 м. Однако после измерений вершины Дойлс-Делайт, её высота оказалось 1124 м, больше, чем давали ранние измерения. Первые исследования пика Виктории произошли во время британских экспедиций 1888 и 1889 годов. Но исследователи фактически измерили близлежащий пик, который они ошибочно обозначили как пик Виктория. Несколько экспедиций последовали в 1927—1928 годах. Название «Пик Виктория» было дано в честь королевы Виктории как высочайшей вершины в хребте Кокском. 2 мая 1998 года пик Виктория был объявлен памятником природы и добавлен в список охраняемых территорий в Белизе.